# Anderson (South Carolina)
Anderson is een plaats (city) in de Amerikaanse staat South Carolina, en valt bestuurlijk gezien onder Anderson County.

## Demografie
Bij de volkstelling in 2000 werd het aantal inwoners vastgesteld op 25.514.
In 2006 is het aantal inwoners door het United States Census Bureau geschat op 26.242, een stijging van 728 (2,9%).

## Geografie
Volgens het United States Census Bureau beslaat de plaats een oppervlakte van
35,8 km², geheel bestaande uit land.

## Plaatsen in de nabije omgeving
De onderstaande figuur toont nabijgelegen plaatsen in een straal van 16 km rond Anderson.

## Geboren in Anderson
- Chadwick Boseman (1976-2020), acteur, filmproducent, filmregisseur en scenarioschrijver
- Jessica Stroup (1986), actrice